# Máximo I de Constantinopla
Máximo I de Constantinopla, Máximo Alejandrino o Máximo el Cínico (Maximus Alexandrinus, Μάξιμος, o Μάξιμος Κυνικὸς φιλόσοφος) fue un filósofo cínico greco-egipcio natural de Alejandría, perseguido por su religión, sin que se sepa cuál era esta, si pagana o arriana. Vivió en la segunda parte del siglo IV.
Fue leal a la ortodoxia y escribió un libro en su defensa. En 374, bajo el mandato del emperador Valente, el arriano Lucio, patriarca de Alejandría, persiguió a los ortodoxos y lo desterró a un oasis; fue liberado a los cuatro años, seguramente a la muerte de Valente (378). Entonces, marchó a Milán a presentar a Graciano su obra Περὶ τῆς πίστεως, De Fidie, contra los arrianos.
Visitó Constantinopla, donde Gregorio Nacianceno había sido nombrado patriarca en el año 379. Cómo se produjo la usurpación de Máximo no se sabe bien, pero con el apoyo de algunos eclesiásticos egipcios enviados por Pedro, patriarca de Alejandría, Máximo fue ordenado una noche patriarca, debido a que la elección de Gregorio no había sido del todo canónica (380). El pueblo no le apoyó y Máximo pidió ayuda al emperador, pero tuvo que regresar a Alejandría, donde acabó siendo expulsado por el mismo Pedro que le había apoyado en su usurpación.
En Constantinopla, Nectario había asumido el patriarcado en lugar de Gregorio (381) y convocó un concilio general que declaró nula la elección de Máximo y se revirtieron los nombramientos que había hecho. Buscó el apoyo de los obispos italianos, que parecía que sería dado, pero todo acabó en nada.
Falleció en la oscuridad.
| Predecesor: Demófilo o Evagrio | Arzobispo de Nueva Roma Disputado a Gregorio I 379 | Sucesor: Nectario (como Patriarca de Constantinopla) |